# Equidae
Die Equidae stellen die Vertreter der Familie der Pferde (teilweise auch Einhufer) innerhalb der Unpaarhufer (Perissodactyla) dar. Diese Familie war ursprünglich sehr umfangreich, umfasst heute aber nur noch die Gattung Pferde (Equus) mit dem Hauspferd und dem Przewalski-Pferd sowie den verschiedenen Esel- und Zebraarten. Die letzte „echte“ Wildpferdeart – der Tarpan – wurde im 18. und 19. Jahrhundert ausgerottet. Die Stammesgeschichte der Familie der Pferde begann schon im frühen Eozän vor rund 56 Millionen Jahren und ist eine der umfangreichsten und am besten überlieferten einer Säugetiergruppe. Die heutigen Pferde stellen auf Grund ihrer Bevorzugung von harter Grasnahrung und ihrer damit verbundenen Lebensweise in offenen Landschaften die gegenwärtig am stärksten spezialisierten Vertreter innerhalb der Ordnung der Unpaarhufer dar.

## Merkmale

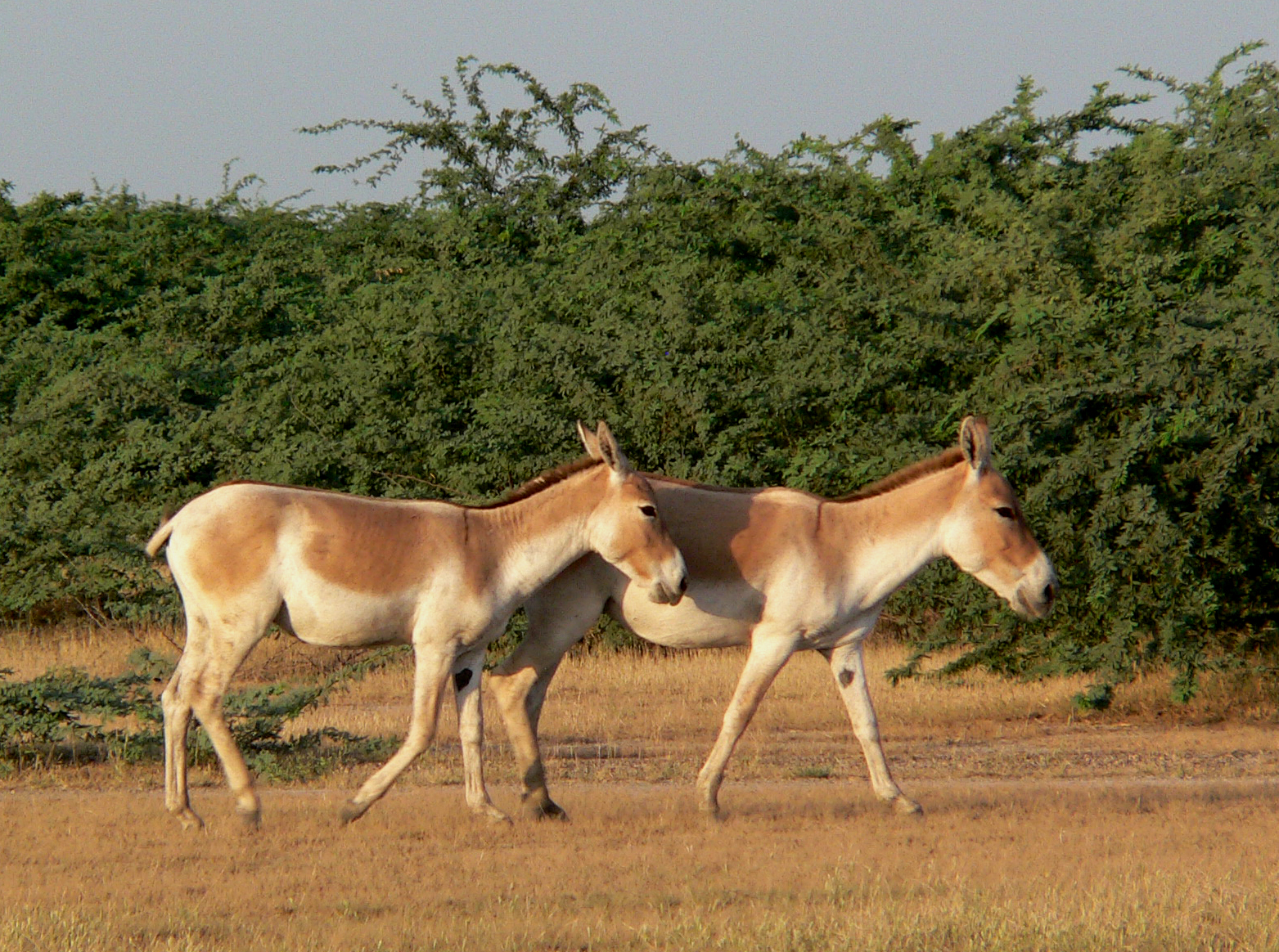
Asiatischer Esel (Equus hemionus)

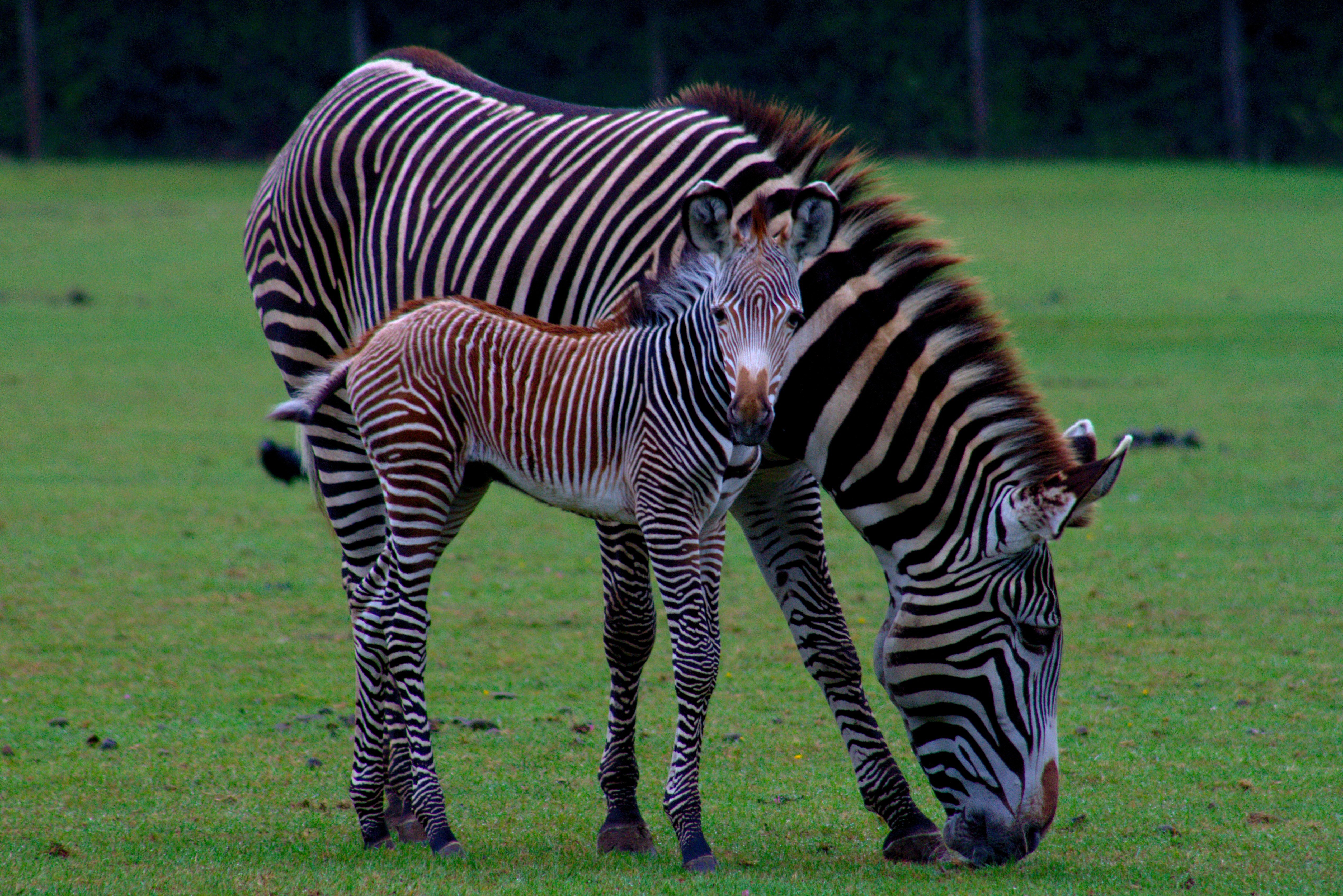
Grevyzebra (Equus grevyi) mit Fohlen

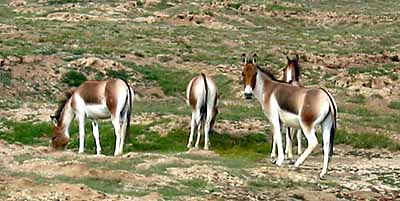
Tibet-Wildesel (Equus kiang)

Die heutigen Pferde umfassen mittelgroße bis große Säugetiere, deren Kopf-Rumpf-Länge von 200 bis 300 cm variiert, während die Schulterhöhe etwa 110 bis 150 cm erreicht. Das Gewicht liegt zwischen 175 und 450 kg. Kennzeichnende Merkmale sind der kräftige Körper, die langen Gliedmaßen und der ebenfalls lange Hals mit dem großen Kopf und den hochkronigen (hypsodont) Backenzähnen. Weiterhin auffällig sind die Halsmähne und der durch die Langhaare schweifartig wirkende und teils über 110 cm lange Schwanz, dessen knöchernes Gerüst aber in der Regel nur die Hälfte an Länge erreicht. Charakteristischstes Merkmal der heutigen Pferde jedoch sind die jeweils nur aus einem Zeh bestehenden Hände und Füße, weswegen die rezenten Vertreter auch als „Einhufer“ bezeichnet werden. Ausgestorbene Mitglieder der Pferdegruppe konnten durchaus auch größer werden, einige Zuchtformen heutiger Hauspferdrassen übertreffen die Maße der rezenten Wildformen teilweise erheblich.
Stammesgeschichtlich ältere Angehörige der Equidae besaßen allerdings ein deutlich abweichendes Aussehen. Vor allem die frühesten Angehörigen wie Sifrhippus, aber auch die Pferdeartigen Hyracotherium oder Propalaeotherium, alle stammen aus dem frühen bis mittleren Eozän, waren sehr klein und wogen teilweise unter 10 kg. In ihrem Habitus glichen sie dabei mit ihren schlanken Gliedmaßen und der deutlich konvex gekrümmten Wirbelsäule weitgehend den anderen frühen Unpaarhufern. Außerdem besaßen sie an den Vorderfüßen vier, an den Hinterfüßen drei Zehen, ein archaisches Merkmal, das sich bei den heutigen Unpaarhufern einzig noch bei den Tapiren gehalten hat. Die deutlich konvex geformte Wirbelsäule wird weiterhin als Anpassung an eine Lebensweise in einem eher geschlossenen, waldartigen Biotop gedeutet, wo diese Tiere als scheue Buschschlüpfer lebten. Eine Unterscheidung der Gattungen der frühen Pferdevertreter zu anderen basalen Perissodactylen, wie dem gleichzeitig auftretenden frühen Tapirartigen Hyrachyus, ist weitgehend nur anhand der Zähne möglich.
Die Entwicklung zur heutigen Morphologie mit dem charakteristisch gerade verlaufenden Rücken und dem nur einen funktionalen Zeh je Gliedmaße erfolgte schrittweise. Die Zunahme der Beinlänge und des Körpergewichts gingen mit einer Versteifung des hinteren Abschnitts der Rückenwirbelsäule (Lendenwirbel) einher. Daraus entwickelte sich der typisch „steife“ Galopp der heutigen Pferde, der deutlich abweicht von dem „flexiblen“ Sprint anderer schnellläufiger Säugetiere wie etwa des Geparden. Die Reduktion der Zehenanzahl erfolgte von den ersten vierzehigen (tetradactylen) Pferden über dreizehige (tridactyle) hin zu einzehigen (monodactyle). Die ersten einzehigen Pferde („Einhufer“) sind im Miozän nachweisbar. Die Reduktion der Zehenanzahl führte dabei auch zur Änderung des Ganges. Traten ursprüngliche Pferde noch mit einem vorderen Teil der Hände und Füße auf (Zehengänger), so berührten spätere Formen nur mit dem letzten Zehenglied den Boden (Zehenspitzengänger). Dies trifft auch auf die heutigen Pferde (Equus) zu. Die Entwicklung der Monodactylie beschränkt sich dabei auf die jüngste Entwicklungsphase der Pferde aus der Tribus der Equini. Die eigentliche Besonderheit des Pferdefußes findet sich daher nicht in der Reduktion der Zehenanzahl und der Ausbildung nur eines funktionalen Zehs je Gliedmaße. Vielmehr stellt die wichtigste Änderung der Übergang von einem eher flachen Fuß der Zehengänger zum steilgestellten Fuß der Zehenspitzengänger dar, was evolutiv weitaus früher stattfand und auch bei tridactylen Pferden nachweisbar ist. Eine der Ursachen für die Monodactylie der heutigen Pferde und ihrer unmittelbaren Nahverwandtschaft wird daher teilweise in einer Veränderung der Ernährungsstrategie hin zu weitschweifenderen Wanderungen in offenen Landschaften vermutet. Als treibender Faktor in den einzelnen Entwicklungsphasen des Pferdefußes war sie allerdings nach Untersuchungen aus dem Jahr 2021 nur bedingt wirksam. Vielmehr spielten umfassendere geologische Ereignisse eine Rolle, wie etwa das Grande Coupure am Übergang vom Eozän zum Oligozän oder der Große Amerikanische Faunenaustausch im Verlauf des Pliozäns, hervorgerufen durch die Entstehung der Landbrücke zwischen und Nord- und Südamerika. Hier passten sich die Pferde entweder durch klimatisch bedingte Naturraumänderungen verbunden mit einer Artenausdünnung oder aber durch zusätzlich erschließbare Lebensräume den jeweils neuen landschaftlichen Gegebenheiten stärker an. Generell reduziert eine verringerte Zehenanzahl die Reibungsenergie zwischen Fuß und Substrat, was vor allem bei höheren Geschwindigkeiten wie Trab und Galopp in offenen Landschaften vorteilhaft ist.
Die Transformation des Pferdekörpers schließt darüber hinaus auch weitere Veränderungen im Bewegungsapparat mit ein. An den körperfernen (distalen) Gelenkenden der Metapodien bildete sich bei den Einhufern eine nahezu kreisrunde Gelenkfläche, die beim heutigen Pferd etwa 270° umfasst und mittig einen sagittalen Knochenrücken besitzt. Dies führte zu wesentlich besseren und weit ausladenderen Längsbewegungen und verhindert ein seitliches Ausscheren der dort ansetzenden Zehenknochen. Pferde des frühen Miozäns wie Mesohippus hatten weniger umfangreich ausgebildete Gelenkenden, die nur 150° abdeckten, und einen kaum ausgebildeten mittleren Rücken. Weiterhin gehört der Umbau des Kniegelenks dazu, welches im Laufe der Entwicklung immer asymmetrischer wurde – so nahm die Länge der inneren Gelenkrolle am unteren Ende des Oberschenkelknochens verglichen zur äußeren unverhältnismäßig stark zu. Diese als Tuberculum trochleae bezeichnete Struktur ermöglicht die ermüdungsarme Fixation der Hinterbeine (Schildern). Der Prozess zur Ausbildung eines asymmetrischen Kniegelenks begann vor wenigstens 12 Millionen Jahren und stellt eine Anpassung der Equiden einerseits an die teilweise enorme Körpergrößenzunahme, andererseits und verbunden damit an offene Landschaften und eine schnelle Fortbewegungsart dar. Allerdings schränkte die Ausbildung des Sprungbeins (Astragalus oder Talus) die Manövrierfähigkeit in eher geschlossenen Landschaften stark ein, was möglicherweise schon bei sehr frühen Equiden ausgebildet war.
Weitere Veränderungen fanden vor allem am Schädel statt. Dies betrifft neben der allgemeinen Größenzunahme – eingeschlossen der Gehirnkapsel – auch weitgehend den Zahnapparat und den vorderen Gesichtsbereich. Die frühesten Pferdevertreter aus dem Eozän, wie Sifrhippus, besaßen die vollständige Bezahnung der modernen Säugetiere mit drei Schneidezähnen, einem Eckzahn, vier Prämolaren und drei Molaren je Kieferast. Während sich die Zahnanzahl der Equiden nur gering veränderte – die heutigen Pferde haben in der Regel nur den Eckzahn und den vordersten Prämolaren reduziert –, kam es allerdings zu einer Vorverlagerung der hinteren Zahnreihe mit den Prämolaren und den Molaren im Bezug auf die Stellung der Orbita und der Symphyse, ohne die Länge der Zahnreihe verhältnismäßig stark anzuheben. Befand sich bei frühen Pferdevertretern die Augenhöhle noch oberhalb des ersten oder zweiten Molaren, liegt sie bei heutigen Pferden oberhalb oder leicht hinter dem letzten Backenzahn. Diese Vorverlagerung des hinteren Gebisses war ein Resultat aus der Umstellung der Ernährung der Pferde von weicher auf harte Pflanzennahrung, die die Entwicklung hochkroniger Zähne begünstigte, was vor allem im Verlauf des Miozän stattfand. Dabei vergrößerten sich auch die Ansatzflächen für die Kaumuskeln durch Veränderungen im vorderen Gesichtsbereich. Bemerkenswert ist aber, dass bei heutigen Hauspferden, abhängig von der Größe der einzelnen Rassen, diese evolutiven Veränderungen nur teilweise nachvollzogen werden können, was möglicherweise ein Ergebnis der unterschiedlichen Abschlussphasen der ontogenetischen Entwicklung innerhalb dieser Rassen darstellt.
Eine Besonderheit der Pferde bilden die bereits erwähnten hochkronigen Backenzähne, von denen je Kieferbogen drei bis vier Prämolaren und drei Molaren ausgebildet sind. Bei heutigen Pferden fehlt der vorderste Prämolar aber häufig. Die hochkronigen Zähne nutzen sich durch die starke mechanische Beanspruchung beim Kauen der harten Gräser ab. Prinzipiell ragt nur der oberste Teil des Zahns aus der Alveole, der Rest verbleibt im Zahnfach und wird nach und nach herausgeschoben. Die Wurzel ist kurz sowie offen und schließt sich erst, wenn der Zahn nahezu abgekaut ist. Dabei ist auch eine merkliche Größenzunahme der Wurzel zu verzeichnen. Es wird vermutet, dass der im Zahnfach verbleibende Teil der Zahnkrone als „Ersatzwurzel“ fungiert und die wirkenden Scherkräfte beim Kauen abschwächt. Erst eine nahezu vollständige Abnutzung der Zahnkrone erfordert dann eine größere Zahnwurzel.
Die heutigen Pferde weisen einen nur leichten Sexualdimorphismus auf. Stuten unterscheiden sich durch eine etwas geringere Körpergröße und die Abwesenheit oder deutlich kleinere Ausbildung des Eckzahns von den Hengsten. Bei den frühesten Pferden sind Geschlechtsunterschiede schwer feststellbar. Ab dem Miozän lassen sich aber unter anderem bei Miohippus oder bei Hipparion deutliche Unterschiede bei den Eckzähnen ausmachen, die bei den männlichen Tieren doppelt so lang wurden wie bei den weiblichen. Einige Forscher meinen, dass die Vergrößerung der Eckzähne bei den Hengsten mit der Ausbildung des Rossigkeitsgesichtes einhergeht, eine dem Flehmen ähnliche mimische Ausdrucksform mit hochgezogenen Lippen, angelegten Ohren und vorgestrecktem Kopf und dadurch deutlich sichtbaren Caninen bei paarungswilligen Hengsten. Demnach dürfte dieses Verhalten bis zu 20 Millionen Jahre zurückreichen.

## Verbreitung
Die heutige Verbreitung der Pferde als Wildform erstreckt sich von Eurasien bis nach Afrika und umfasst weitgehend offene Lebensräume von borealen Steppenlandschaften bis hin zu tropischen Savannengebieten. Dabei kommen sie sowohl in Tiefländern als auch gebirgigen Gebieten und Hochländern bis über 4000 m Seehöhe vor. Frühere Pferdevertreter waren wesentlich weiter verbreitet. Der Ursprung der Familie liegt in Nordamerika. Vor allem mit der Anpassung an offene Landschaften entstand eine beispiellose Ausbreitung der Equiden, die allein vom späten Miozän vor fünf Millionen Jahren rund ein Dutzend Gattungen umfasste. Von Nordamerika aus verbreiteten sie sich in ihre heutigen Lebensräume. Dabei erreichten sie Eurasien im unteren Miozän vor rund 20 Millionen Jahren. Afrika wurde erstmals im oberen Miozän vor wenigstens 5 Millionen Jahren betreten, während Südamerika im oberen Pliozän nach der Entstehung des Isthmus von Panama vor ca. drei Millionen Jahren besiedelt wurde. Einzig Ozeanien und Antarktika gehören nicht zum natürlichen Verbreitungsgebiet der Equidae. Dabei besiedelten die Angehörigen der Pferde durchaus unterschiedliche Biotope. Frühe Equiden waren eher in geschlossenen oder halboffenen Waldlandschaften zu finden, erst später entwickelten sie sich zu den heute bekannten, hochspezialisierten Offenlandbewohnern.

## Lebensweise

### Sozialverhalten und Fortpflanzung

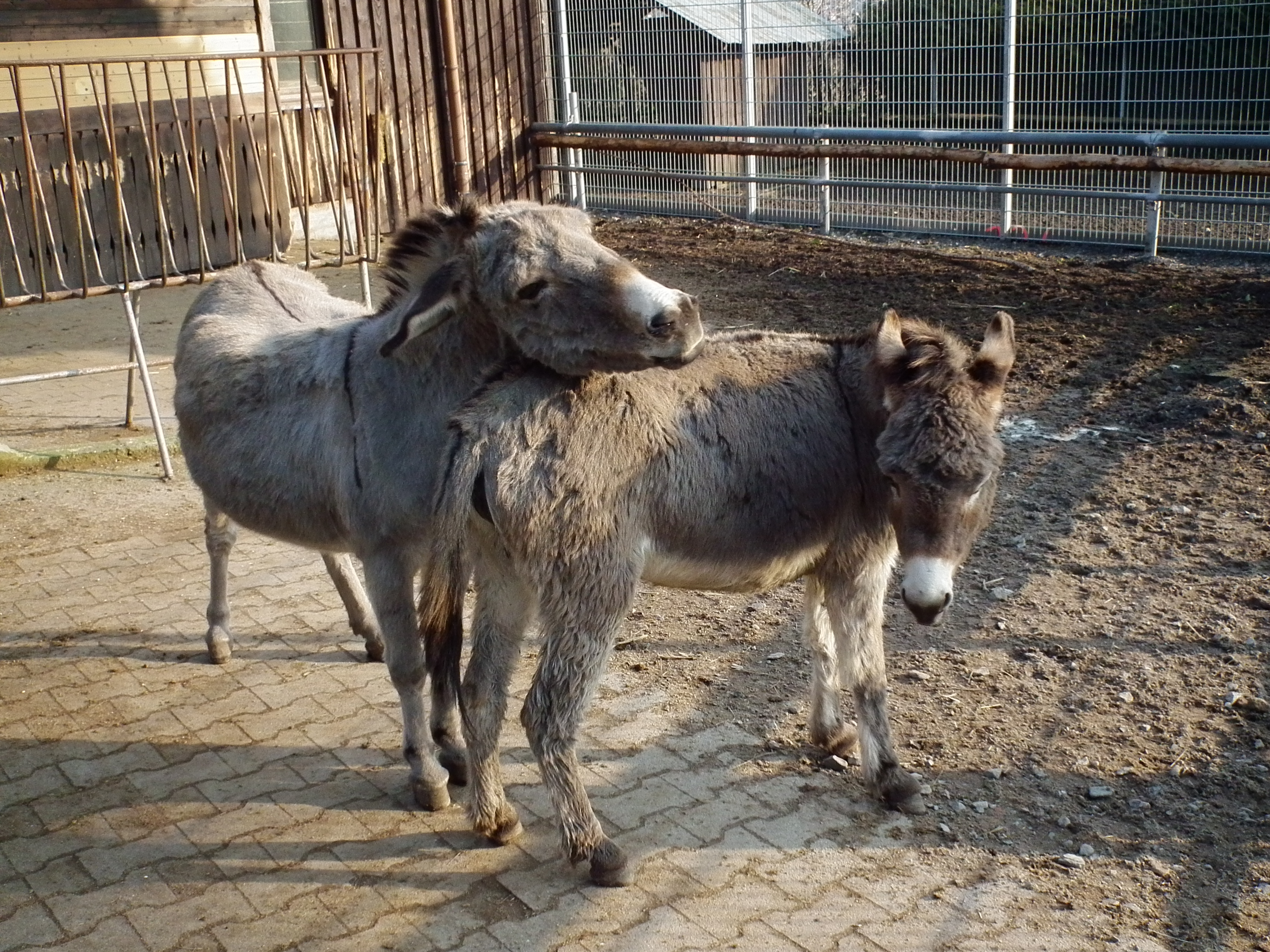
Hauseselhengst (Equus asinus) versucht eine Stute zu decken

Prinzipiell lassen sich zwei verschiedene Modelle im Sozialverhalten unterscheiden. Ein Teil der rezenten Pferde, so das Przewalski-Pferd, das Hauspferd, das Bergzebra und das Steppenzebra, lebt in stabilen Herden oder Gruppenverbänden, die in der Regel von einem dominanten Hengst geführt werden. Diese, in der Regel als  „Harems“ bezeichneten Gruppen bestehen aus drei bis sechs Mitgliedern, manchmal auch mehr, in der Regel aber unter zehn Individuen, in hierarchischen Rangstufen. Die Paarung findet hauptsächlich innerhalb der Gruppe statt. Jüngere männliche Tiere bilden partiell „Junggesellengruppen“. In beiden Gruppen wird die Rangstufung durch Dominanz geregelt. Die Ausdehnung der einzelnen Aktionsräume ist häufig sehr groß und kann 10 km² deutlich überschreiten (bis über 100 km²), die Grenzen und viel begangenen Wege werden vom dominanten männlichen Tier mit Kot und Urin markiert. Diese Art der Sozialstruktur existiert weitgehend in trockenen Gebieten mit wechselnden Jahreszeiten und einem schwankenden Nahrungsangebot. Im Unterschied dazu leben das Grevyzebra, der Afrikanische und Asiatische Esel als territoriale Einzelgänger und verteidigen ihr Revier gegenüber Artgenossen. Herden- oder Gruppenbildungen finden zwar manchmal auch statt, diese sind aber sehr instabil. In der Regel existieren nur Stuten-Fohlen-Gruppen. Eine derartige Sozialstruktur kommt in Gebieten mit einem wenig schwankendem Nahrungsangebot und ohne starke Saisonalisierung des Klimas vor. Es wird vermutet, dass diese Lebensweise mit Mutter-Jungtier-Verbänden und solitären Hengsten die eher urtümlichere ist, die bei den frühesten Pferden ebenfalls vorhanden war. Stabile Herdenverbände entwickelten sich möglicherweise erst im Miozän mit dem Aufkommen offener Landschaften.
Die Tragzeit beträgt zwischen 12 und 13 Monate, wonach in der Regel ein Jungtier zur Welt gebracht wird, das bis zu maximal zwei Jahre gesäugt wird. Diese als k-Strategie bezeichnete Reproduktionsform (lange Tragzeit, singuläre Jungtiere, lange Betreuungsphase) war auch schon bei stammesgeschichtlich alten Pferdevertretern zu beobachten. So finden sich bei einem Fossil einer Stute der ausgestorbenen Gattung Propalaeotherium aus dem Eckfelder Maar (Rheinland-Pfalz) und bei wenigstens acht weiblichen Individuen der ebenfalls fossilen Gattung Eurohippus aus der Grube Messel bei Darmstadt (Hessen) – beide Fundstellen gehören dem mittleren Eozän an – Belege für eine Trächtigkeit der Tiere zum Todeszeitpunkt, wobei jeweils nur ein Fötus ausgebildet war. Damit scheint diese Fortpflanzungsart schon sehr früh bei den Equiden und ihren Verwandten entwickelt gewesen zu sein. Darüber hinaus weist sie darauf hin, dass die sehr frühen Pferdevertreter bereits in engen Sozialverbänden lebten, da diese Form der Reproduktion heute vor allem von pflanzenfressenden Säugetieren bekannt ist, die in engen Sozialverbänden leben. Auch bei anderen frühen Pferden, wie Pseudhipparion, konnte dies anhand von Funden aus den Ash-Hollow-Formation in Nebraska nachgewiesen werden. Hier kamen zahlreiche Vertreter dieser Pferdegattung bei einem katastrophalen Vulkanausbruch im späten Miozän ums Leben.
Heutige Pferde werden zwischen 20 und 25 Jahre alt, in Gefangenschaft sind auch Höchstalter von bis zu 40 Jahren bekannt. Da die Lebenserwartung von Säugetieren stark von der Körpergröße abhängt, muss für die kleinen, teilweise weniger als 10 kg wiegenden frühesten Pferde ein entsprechendes kürzeres Höchstalter angenommen werden. Experten nehmen für diese Pferdevertreter etwa drei bis vier Jahre an. Mit dem Anstieg der Körpergröße verlängerte sich dann auch allmählich das Lebensalter. Unklar ist aber, wie die Lebenserwartung bei nachträglich verzwergten fossilen Pferden wie Pseudhipparion anzusetzen ist. Zu den Fressfeinden der heutigen Pferde gehören vor allem die Großkatzen, aber auch Wölfe und Hyänen.

### Ernährung

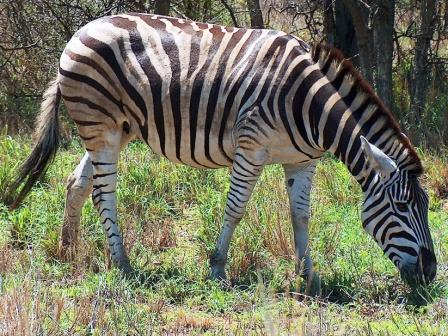
Steppenzebra (Equus quagga) bei der Nahrungsaufnahme

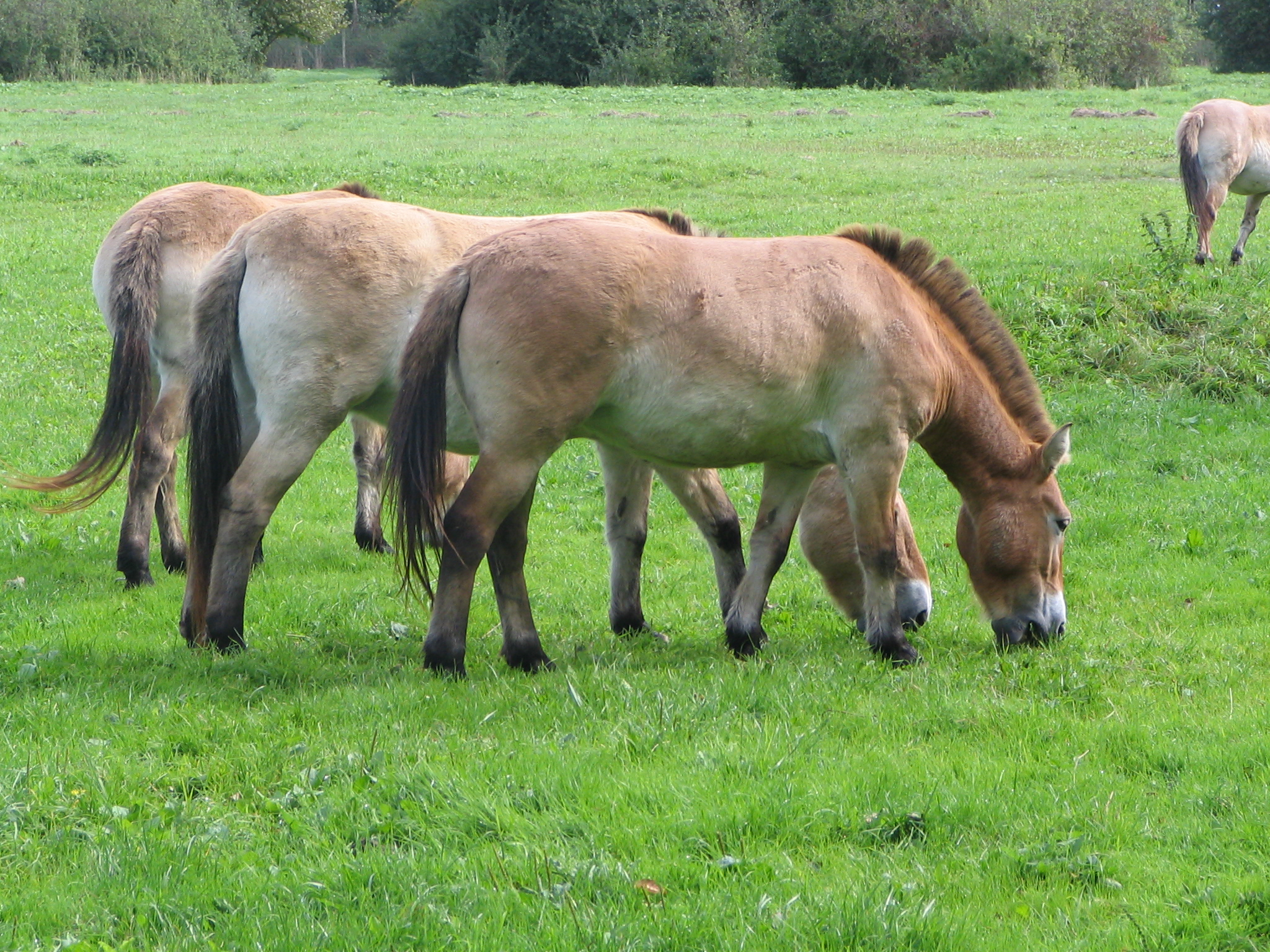
Przewalski-Pferd (Equus przewalskii)

Alle heutigen Vertreter der Pferde sind auf harte, kieselsäurehaltige Pflanzennahrung spezialisiert und bevorzugen dadurch Gräser als Hauptnahrungsquelle. Ihr überwiegender Lebensraum umfasst deshalb wenig bewaldetes, offenes Gelände, wodurch sie auch zu der am stärksten spezialisierten, rezenten Unpaarhufergruppe gehören. Weil das harte Gras aufgrund seines hohen Kieselsäuregehalts in Form eingelagerter Opalphytolithe die Zähne schnell abnutzt, entwickelten die Pferde hochkronige (hypsodonte) Zähne mit Schmelzfalten auf der Kaufläche und einem hohen Zahnzementanteil. Dieser besondere Aufbau schützt vor einem zu starken Abrieb der Zähne. Außerdem treten an den Zähnen typische horizontale Schleifmuster auf. Anhand der Abrasionsspuren an den Backenzähnen zeigte sich aber auch, dass einige Pferdearten der Gattung Equus, vor allem im Pleistozän, möglicherweise auch an gemischte Pflanzenkost angepasst waren, die neben harter Grasnahrung auch weiches Pflanzenmaterial umfasste.
Die frühesten Pferdevertreter aus dem Eozän waren allerdings eher an fruchthaltige Nahrung angepasst, wie ihre niederkronigen (brachyodont) Backenzähne und der hohe Zahnschmelzanteil sowie die charakteristischen Höcker auf den Kauoberflächen (bunodont) anzeigen. Ihr bevorzugter Lebensraum umfasste eher geschlossene oder halboffene Waldlandschaften. Spätestens im Oligozän entstanden daraus Zähne mit zwar immer noch niedrigen Kronen, aber deutlich erhöhten und quergestellten Schmelzleisten (lophodont), die einen verstärkten Wechsel zu blattreicher Pflanzenkost anzeigen. Die ersten Pferdevertreter mit hochkronigen Backenzähnen sind im frühen Miozän vor wenigstens 18 Millionen Jahren zu verzeichnen und gehören weitgehend zur Linie der moderneren Equinae. Allerdings entwickelten auch einige der stammesgeschichtlich älteren Equiden aus der Unterfamilie der Anchitheriinae Ansätze zu hypsodonten Zähnen. Der Prozess zur Ausbildung hochkroniger Zähne ging mit klimatischen Veränderungen in dieser Zeit zu trockeneren und kühleren Verhältnissen und der gleichzeitigen Ausbreitung offener Savannen- und Steppenlandschaften einher. Verbunden ist er mit der Zunahme des Zahnzementes und der deutlichen Faltung des Zahnschmelzes. Allerdings umfasst diese Entwicklung nicht alle frühen Pferdevertreter, einige verblieben bei der weichen, andere spezialisierten sich auf gemischte Pflanzenkost.
Wie alle Unpaarhufer sind Pferde Enddarmfermentierer, die einen Großteil der aufgenommenen Nahrung im Blinddarm und im Grimmdarm unter Beteiligung zahlreicher Mikroorganismen verdauen. Der Darmtrakt ist dadurch extrem groß und kann bei heutigen Pferden bis über 210 Liter fassen. Dass ein derartiges Verdauungssystem durchaus eine sehr alte Entwicklung ist, zeigen ebenfalls Funde aus der Grube Messel aus dem mittleren Eozän. Hier ließen sich bei dem frühen Pferdeartigen Hallensia durch Bakterien verursachte Nachzeichnungen (Bakteriographie) eines Teils der inneren Organe nachweisen, wobei ein sehr großer Blinddarm festgestellt werden konnte. Dies bestätigt die Vermutung, dass wohl schon die frühesten Unpaarhufer eine ähnliche Form der Nahrungsverarbeitung ausübten.

## Systematik

### Äußere Systematik
Die Familie der Pferde (Equidae) gehört zur Ordnung der Unpaarhufer. Das Schwestertaxon der Equidae bildet die ausgestorbene Familie der Palaeotheriidae, die in erster Linie aus Europa belegt sind und im Oligozän ausstarben. Die Palaeotherien umfassen unter anderem die Gattungen Palaeotherium, Olagiolophus und Leptolophus. In der Forschung umstritten ist die Zugehörigkeit von Propalaeotherium und Hyracotherium zu den Palaeotherien oder zu den Equiden, in letzterer werden sie teilweise der Unterfamilie der „Hyracotheriinae“ zugesprochen. Im Gegensatz zu den frühen Vertretern der Pferde weisen die Palaeotherien höhere Zahnkronen an den Backenzähnen, einen größeren Naseninnenraum, längere Wirbelkörper und gegenüber den Mittelfußknochen längere Mittelhandknochen auf. Zudem sind sie stratigraphisch jünger als die frühesten Pferde. Gemeinsam jedoch formen die Equidae und Palaeotheriidae innerhalb der Unpaarhufer die Überfamilie der Equioidea (Pferdeartige) und die Unterordnung Hippomorpha (Pferdeverwandte). Letztere bilden das Gegenstück zu den Ceratomorpha mit den heutigen Nashörnern und Tapiren. Die Trennung der Linie der Pferde von den Ceratomorpha erfolgte nach molekulargenetischen Untersuchungen vor 56 Millionen Jahren.

### Innere Systematik
Die systematische Unterteilung der Pferde wird vielfach diskutiert. Der Ursprung der Familie der Equidae liegt in Nordamerika. Bestimmte Entwicklungslinien der Alten Welt wie etwa Anchitherium oder Hipparion werden häufig nur als „Seitenzweige“ angesehen. Die heutige Untergliederung der Familie der Equidae wurde 1989 von Robert L. Evander vorgenommen, der maßgeblich mit den Anchitheriinae und den Equinae zwei Unterfamilien differenzierte. Eine basale (stammesgeschichtlich alte) Stellung der Unterfamilie der „Hyracotheriinae“ innerhalb der Equidae, wie von mitteleuropäischen Forschern häufig angemahnt, wurde dabei nicht berücksichtigt. Die Anchitheriinae zeichnen sich dabei durch drei Zehen an den Gliedmaßen und hochspezialisierte niederkronige Backenzähne aus. Außerdem stellen sie die erste Pferdegruppe mit signifikanten Größenzunahmen dar. Die Equinae wiederum unterteilen sich in die Triben der Hipparionini und der Equini. Beide Triben besitzen als charakteristisches Merkmal die Zunahme des Zahnzementes in den Backenzähnen aufgrund der Spezialisierung auf Grasnahrung. Sowohl die Hipparionini als auch die frühen Equini haben jeweils drei Zehen, nur die spätesten Pferde weisen singuläre Zehen auf. Ursprünglich wurde von Evander mit Protohippini noch eine dritte Tribus eingeführt, José L. Prado und María T. Alberdi verschoben diese 1996 auf die Ebene einer Subtribus innerhalb der Equini und stellten ihr die moderneren Pliohippina mit den heutigen Pferden gegenüber. Eine ähnliche Gliederung hatte 1988 bereits Richard C. Hulbert, Jr. vorgeschlagen.
Nach heutigem Stand und unter Einbeziehung neuerer Ergebnisse umfasst die Gruppe der Equidae folgende Taxa:
- Equidae Gray, 1821

- Sifrhippus (= Arenahippus) Froehlich, 2002
- Minihippus Froehlich, 2002
- Protorohippus Wortman, 1896
- Xenicohippus Brown & Kihm, 1981
- Eohippus Marsh, 1876
- Pliolophus Owen, 1858
- Orohippus Marsh, 1872
- Haplohippus McGrew, 1952
- Epihippus (= Duchesnehippus) Marsh, 1877
- Mesohippus Marsh, 1875
- Miohippus (= Pediohippus) Marsh, 1874
- Erihippus Bai, Wang & Meng, 2018

- Unterfamilie: Anchitheriinae Leidy, 1869

- Anchitherium Meyer, 1844
- Hypohippus Leidy, 1858
- Megahippus McGrew, 1938
- Sinohippus Zhai, 1962
- Desmatippus Scott, 1893
- Kalobatippus Osborn, 1915
- Archaeohippus Gidley, 1906
- Parahippus Leidy, 1858

- Unterfamilie: Equinae Gray, 1821

- Merychippus Leidy, 1857

- Tribus Hipparionini (= Hippotheriini) Quinn, 1955

- Cormohipparion Skinner & MacFadden, 1977
- Cremohipparion Qiu. Huang & Guo, 1988
- Nannippus Matthew, 1926
- Hipparion (= Notohipparion) de Christol, 1832
- Neohipparion Gidley, 1903
- Pseudhipparion (= Griphippus) Ameghino, 1904
- Stylohipparion van Hoepen, 1932
- Hippotherium Kaup, 1833
- Sivalhippus Lydekker, 1877
- Shanxihippus Bernor, Wang, Liu, Chen & Sun, 2018
- Proboscidipparion Sefve, 1927
- Acritohippus Kelly, 1995
- Scaphohippus Pagnac, 2006
- Eurygnathohippus van Hoepen, 1930

- Tribus Equini Gray, 1821

- Untertribus Protohippina Hulbert, 1988

- Protohippus Leidy, 1858
- Calippus Matthew & Stirton, 1930

- Untertribus Pliohippina Prado & Alberdi, 1996

- Plioparahippus
- Pliohippus Marsh, 1874
- Astrohippus Stirton, 1940
- Hippidion (= Parahipparion, Hyperhippidium) Owen, 1869
- Onohippidium Moreno, 1891
- Boreohippidion Avilla, Bernardes & Mothé, 2015
- Dinohippus Quinn, 1955
- Haringtonhippus Heintzman, Zazula, MacPhee, Scott, Cahill, McHorse, Kapp, Stiller, Wooller, Orlando, Southon, Froese & Shapiro, 2017
- Equus (= Sussemionus, Plesippus, Allohippus, Asinus, Hippotigris, Dolichohippus, Onager, Hemionus, Kraterohippus, Kolpohippus, Sterrohippus, Neohippus) Linnaeus, 1758

Die innerfamiliäre Variabilität der Equiden ist aus genetischer Sicht relativ hoch. Jüngere genetische Untersuchungen an rezenten und ausgestorbenen Arten und Gattungen des Holozän und Pleistozän zeigen mehrere enger oder weiter verwandte Gruppen. Vor allem die heutigen Esel und Zebras, die traditionell als stenonine Gruppe der Gattung Equus aufgefasst werden, besitzen dabei sehr variable Verwandtschaftsverhältnisse. Die Gattung Equus ist aus genetischer Sicht nahe mit Hippidion und Haringtonhippus verwandt, aus vergleichender anatomischer Sicht gehört auch Dinohippus in die nächste Verwandtschaft.

## Stammesgeschichte

### Evolutive Trends

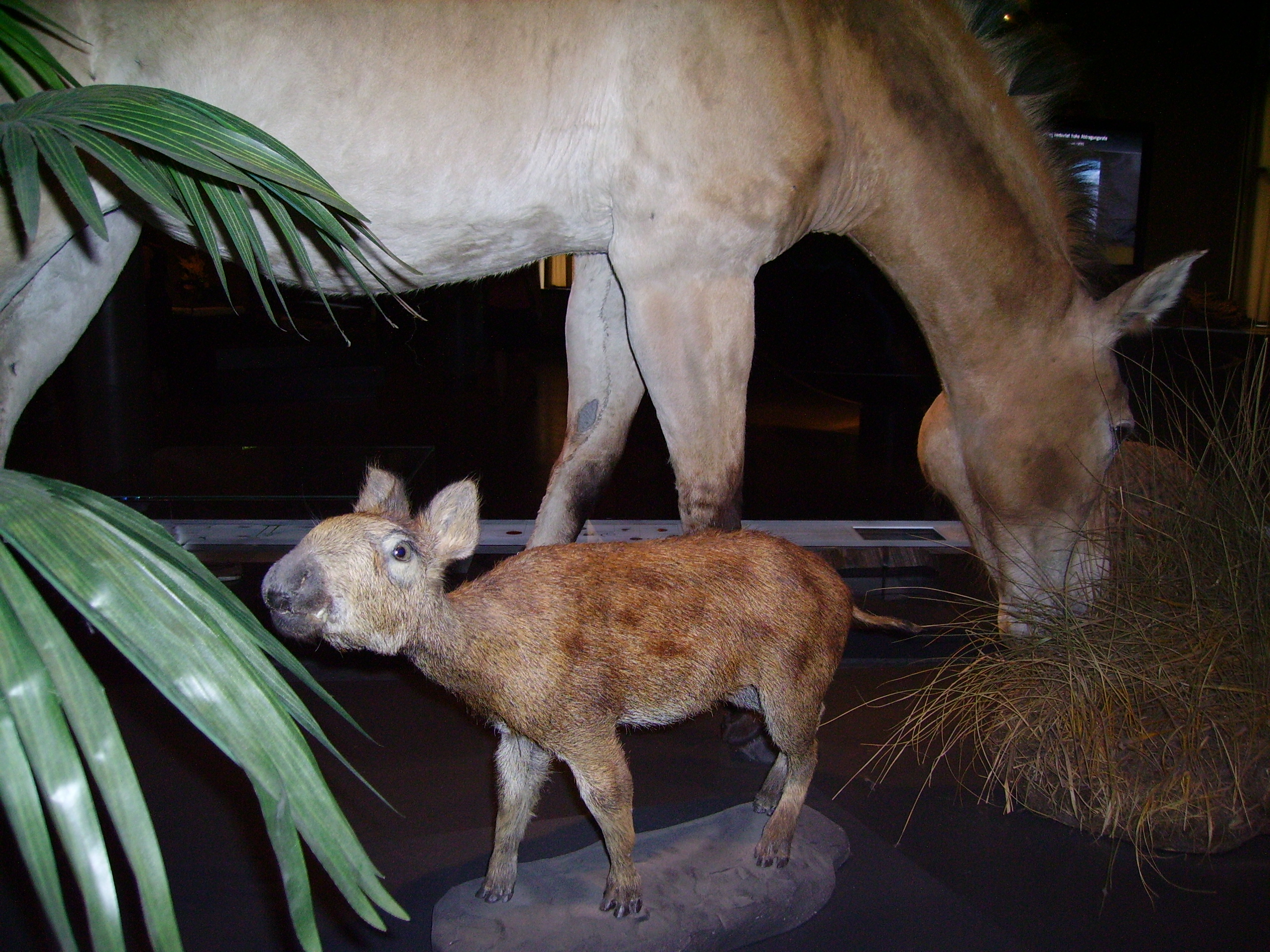
Modell eines ausgewachsenen Urpferdes im Größenvergleich, Museum für Naturkunde (Berlin)

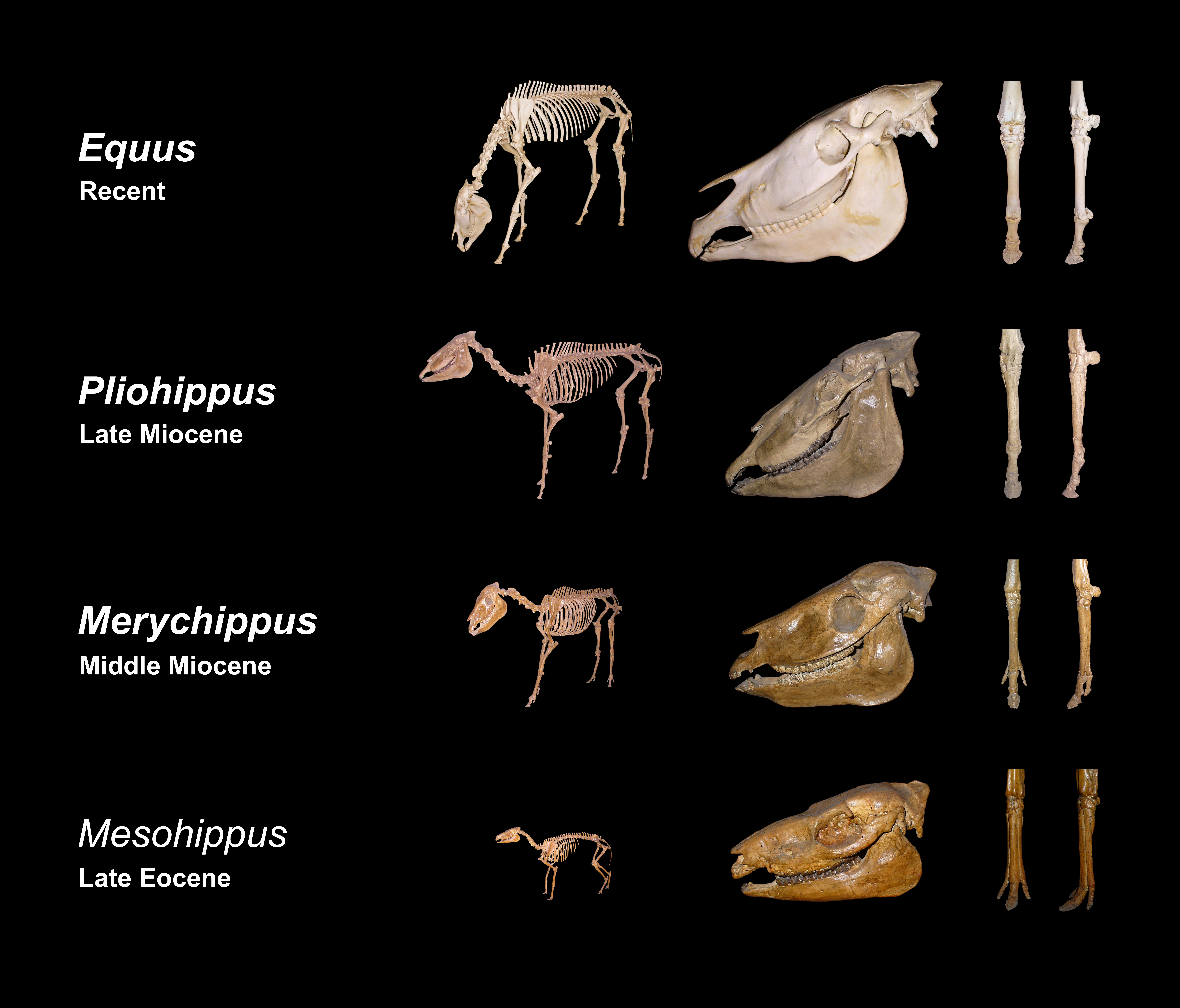
Evolution der Pferde, zusammengestellt aus Skeletten des Staatlichen Museums für Naturkunde Karlsruhe

Die Stammesgeschichte der Pferde zählt zu den mittels Fossilfunden am besten dokumentierten innerhalb der Säugetiere. Sie gilt als Paradebeispiel für den graduellen evolutionären Wandel und ist charakterisiert durch die Entwicklung von kleinen, mehrzehigen, blätterfressenden Waldbewohnern hin zu langbeinigen, einzehigen Grasfressern. Diese Entwicklung war jedoch keine lineare Folge, sondern führte oft zur Entstehung von Seitenlinien und evolutionären Sackgassen und ist als ein Resultat der zwar sehr umfassenden, aber letztendlich nur ausschnitthaften Fossilüberlieferung anzusehen.
Der Ursprung und ein Großteil der Evolution der Pferde vollzog sich in Nordamerika, doch immer wieder wanderten einzelne Vertreter in andere Kontinentalräume und bildeten dort eigenständige Linien aus. Generelle Evolutionstrends sind neben der allgemeinen Größenentwicklung vor allem die Anpassungen an offene Landschaften mit den damit verbundenen Änderungen der Morphologie des Bewegungsapparates und die Ausbildung hochkroniger Zähne im Zuge der Anpassung an harte Grasnahrung. Vor allem die Entwicklung hochkroniger Zähne bedingte auch weitere Veränderungen im Gesichtsschädel zur Entwicklung einer massiveren Kaumuskulatur. Diese Entwicklungen vollzogen sich in den einzelnen Pferdelinien mehrfach unabhängig.

### Eozän

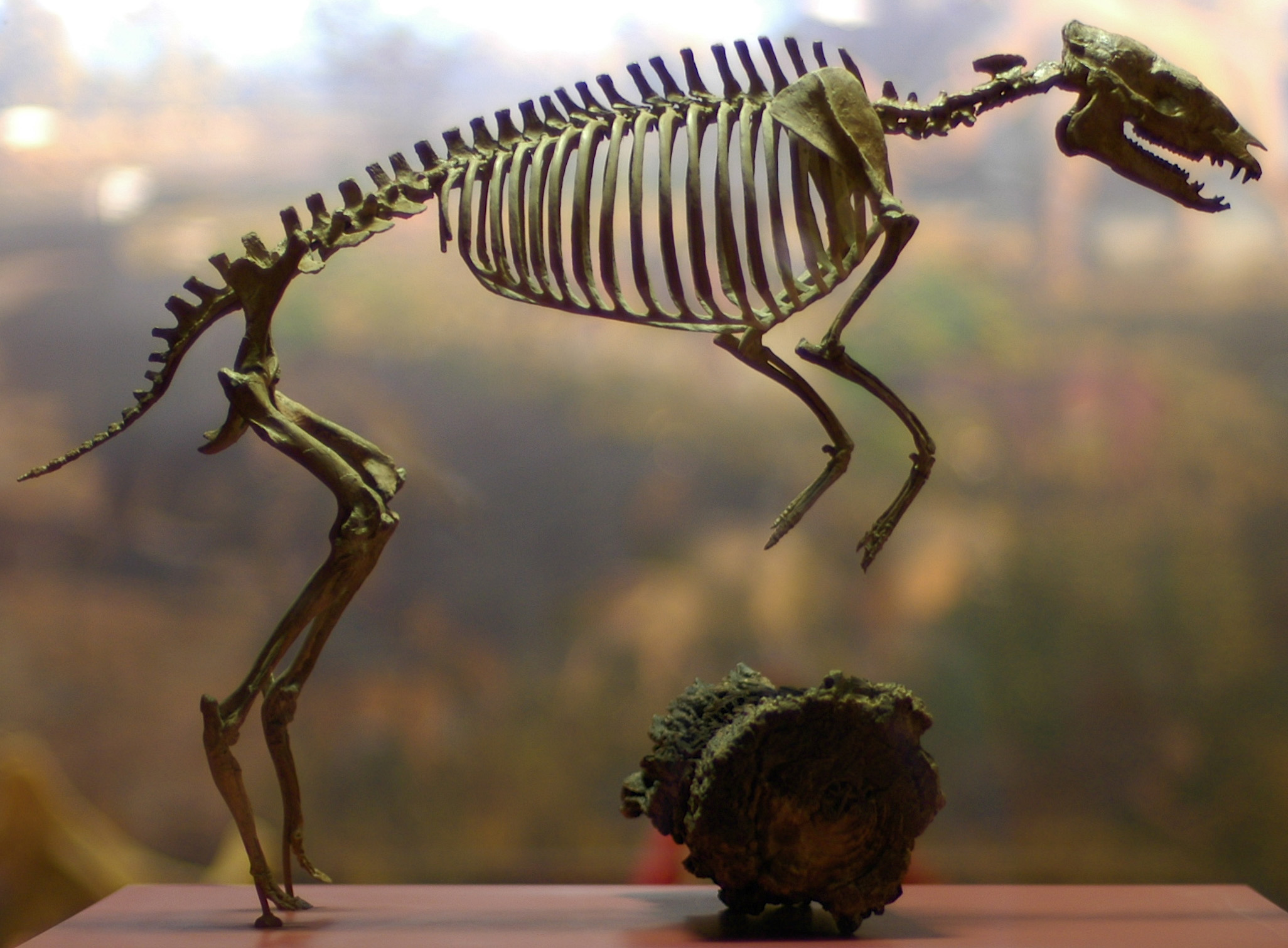
Rekonstruiertes Skelett von Hyracotherium als Vertreter der frühen Pferdeartigen

Als einer der frühesten und bekanntesten Pferdeartigen gilt Hyracotherium (einst synonym zu Eohippus, dieses wird heute jedoch wieder als eigenständige Gattung der frühesten Pferde anerkannt) aus dem Eozän – ein kleines Waldtier mit einer Schulterhöhe von nur circa 20 Zentimetern, das mit seinen kleinen, vierhöckerigen Backenzähnen Blätter und Früchte zerkaute. Die systematische Stellung von Hyracotherium ist, wie bereits erwähnt, umstritten.
Der älteste eindeutige Vertreter aus der Familie der Pferde ist Sifrhippus, der zu Beginn des Eozäns vor knapp 56 Millionen Jahren in Nordamerika lebte. Er ähnelte noch stark dem Hyracotherium, dem ein Teil der Sifrhippus-Arten ursprünglich zugerechnet wurden. Dieses Urpferd dürfte mit basalen Unpaarhufern wie Hallensia oder ähnlichen Formen eng verwandt sein, die ebenfalls teilweise noch nah zu den Palaeotheriiden stehen. Es lebte in offenen Wäldern und ernährte sich hauptsächlich von weicher Pflanzenkost. Aus ihm ging unter anderem Pliolophus hervor, von dem aber nur wenige Skelettelemente bekannt sind. Ein weiterer Nachfahre war Orohippus, der sich im Bau der Zähne und der Zehen von Pliolophus unterschied und vermutlich schon etwas härtere Pflanzenkost bevorzugte. Die Gattung lebte vor ca. 50 Millionen Jahren in Nordamerika. Sein Nachfahre Epihippus, der vor rund 47 Millionen Jahren lebte, war ebenfalls auf Nordamerika beschränkt.
Nahezu zeitgleich zu den ältesten nordamerikanischen Pferden tritt mit Erihippus auch in Asien ein früher Vertreter auf. Belegt wurde die Form 2018 anhand mehrerer Kieferreste aus der Lingcha-Formation in der chinesischen Provinz Hunan.

### Oligozän

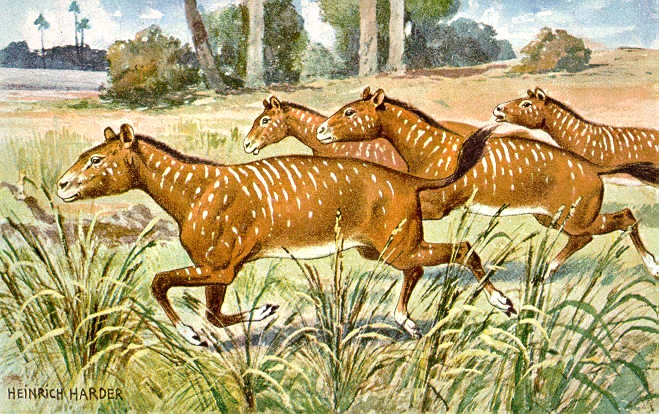
Mesohippus

Aus frühen hyracotherinen Pferden wie Orohippus und Epihippus entwickelte sich im Oligozän die Unterfamilie der Anchitherinae. Als einer ihrer ersten Vertreter bildete sich bereits im späten Eozän, vor rund 40 Millionen Jahren, in Nordamerika die Gattung Mesohippus heraus. Dieses Pferd hatte eine Schulterhöhe von rund 60 Zentimetern und ein Gewicht von durchschnittlich 42 kg. Der Rücken war nicht mehr so gekrümmt wie bei seinen Vorfahren, und die Beine, der Hals und der Gesichtsschädel waren länger, vor allem der Zwischenkieferknochen verlängerte sich, so dass der Abstand zwischen dem vorderen und hinteren Gebiss (Diastema) weiter wurde. Mesohippus hatte hinten und vorne drei funktionale Zehen, vorne allerdings zusätzlich noch eine rudimentäre vierte Zehe. Das Tier lief wie seine Vorläufer immer noch auf Pfoten. Am Beginn des Oligozäns, vor rund 35 Millionen Jahren, entwickelte sich aus Mesohippus die Gattung Miohippus. Dieses Pferd war mit rund 54 kg größer als Mesohippus und besaß einen etwas längeren Schädel.

### Miozän

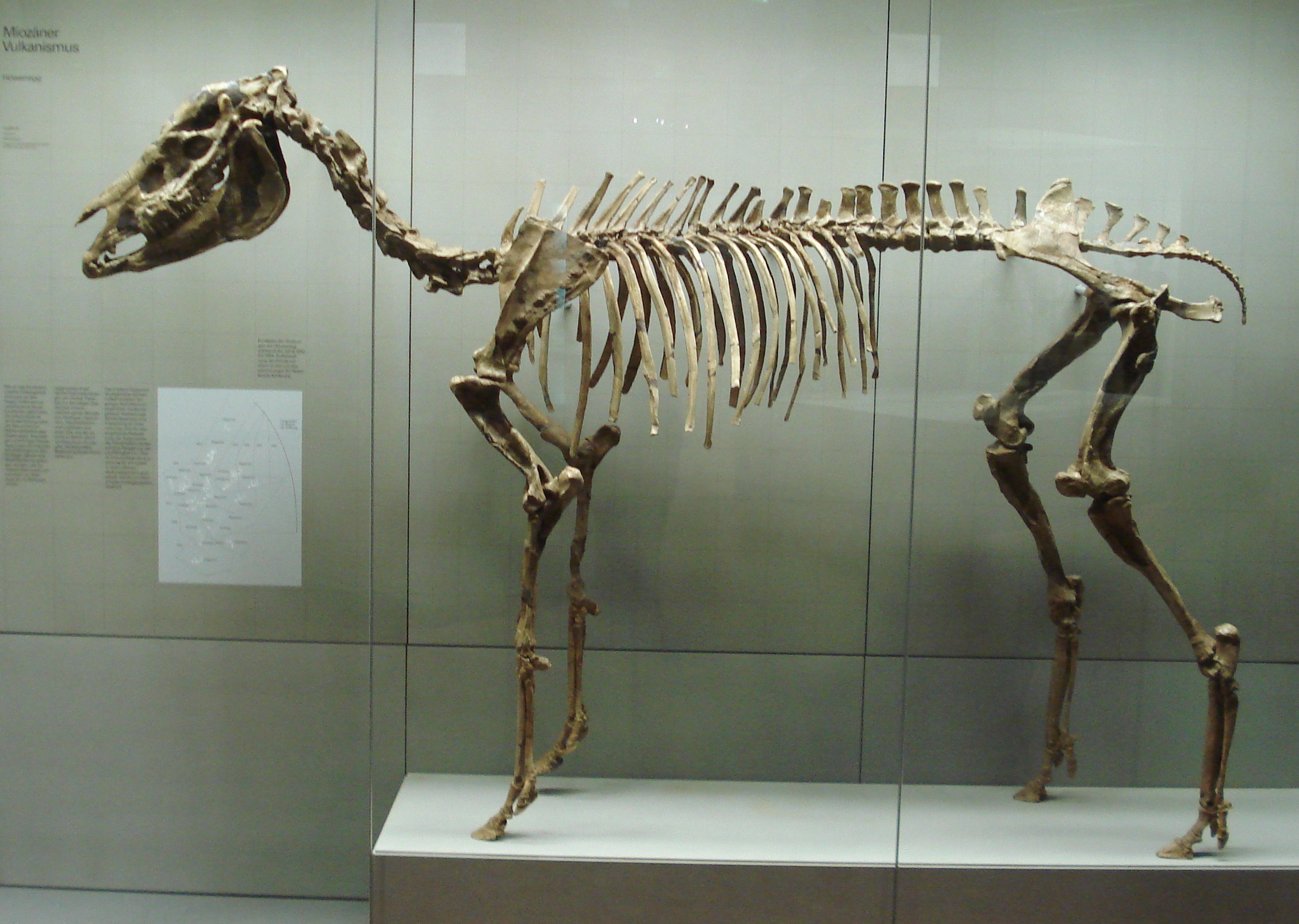
Skelettrekonstruktion des Hipparion

Im Miozän veränderte sich das Klima grundlegend. Vor allem in Nordamerika wurde es trockener, die Wälder schrumpften, und offene Graslandschaften entstanden. Dies hatte einen bedeutsamen Trend in der Pferdeevolution zur Folge. Die Pferde passten sich nach und nach an die neuen Bedingungen einer Steppenlandschaft an. Sie wurden größer, um sich in der freien Landschaft schneller fortbewegen zu können, und entwickelten, weil sie ihre Ernährung allmählich von Laub auf Gras umstellten, vergrößerte Zahnkronen-Flächen, spätere Vertreter erhöhten auch die Zahnkronen. Allerdings waren die Zähne der Anchitherinae noch nicht so hochkronig wie die späterer Pferdevertreter.
Nach den oligozänen Formen (Mesohippus, Miohippus) lebten im Miozän spätere Gattungen der Anchitherinae in Nordamerika, die eine erste deutliche Zunahme der Körpergröße durchliefen, so erreichte Kalobahippus schon rund 400 kg. Die der Unterfamilie namengebende Gattung Anchitherium gelangte über die Bering-Brücke auch nach Eurasien. Damit war es die erste Gattung der Pferde, die diesen Kontinent nach dem Verschwinden der frühen Pferdeartigen im Eozän wieder besiedelte. Anchitherium war von China bis Spanien verbreitet, dennoch starb seine Linie nachkommenlos aus. Zu den Vorfahren der heutigen Pferde entwickelten sich andere, nordamerikanische Gattungen der Anchitherien wie Parahippus, das vor etwa 23 Millionen Jahren auftauchte. Das Tier besaß noch drei Zehen, hatte aber längere Zähne als seine Vorfahren. Aus ihm entwickelte sich vor 18 Millionen Jahren Merychippus, das bereits zur selben Unterfamilie (Equinae) wie heutige Pferde gerechnet wird. Dieses Pferd war etwa 1 Meter hoch, und der Gesichtsschädel ähnelte schon dem eines modernen Pferdes. Auch Merychippus besaß noch drei Zehen, doch stand das Tier schon völlig auf den Zehenspitzen. Die Zähne hatten hohe Furchen mit einer dicken Zahnschmelzschicht.
Aus Merychippus-ähnlichen Tieren entwickelte sich einerseits der Seitenzweig der Hipparionini, zu dem unter anderen Hipparion und Hippotherium gezählt werden, andererseits die Equini, zu denen die heutigen Arten gehören. Während Merychippus auf Nordamerika beschränkt war, wanderten hipparionine Pferde wie Cormohipparion vor etwa 12 Millionen Jahren über die Beringlandbrücke nach Eurasien ein und ersetzten dort Anchitherium. Eine dort dann stattfindende stärkere Radiation der dreizehigen Pferde führte zu Formen wie Hippotherium oder Shanxihippus. Cormohipparion erreichte als erster Pferdevertreter auch den afrikanischen Kontinent, als weitgehend endemische Form trat dort im Oberen Miozän unter anderem Eurygnathohippus auf. Die Hipparionini bildeten insgesamt eine weit verzweigte Gruppe, deren Mitglieder zum Teil an ein Leben in dichteren Wäldern angepasst waren. Sie wiesen dreizehige Vorder- und Hinterfüße auf, konnten aber von einer einzehigen langsameren in eine dreizehige schnellere Fortbewegung wechseln. Anhand verschiedener Spurenfossilien aus Nordamerika und Afrika ließ sich belegen, dass einige Formen wie Hipparion oder Scaphohippus offensichtlich Bewegungsarten wie den Tölt oder den Passgang beherrschten, was heute weitgehend nur von domestizierten Pferden bekannt ist. Dadurch war bei diesen frühen Pferden offensichtlich ein umfangreicheres Spektrum an Gangarten ausgeprägt als es bei heute wildlebenden Pferden der Fall ist.
Innerhalb der Equini, die sich währenddessen in Nordamerika weiterentwickelten, verschwanden langsam die seitlichen Zehen. Einer ihrer ältesten Vertreter war Pliohippus, der vor rund 15 Millionen Jahren in Nordamerika lebte. Es sah den modernen Pferden schon sehr ähnlich und war bereits einzehig.

### Plio-Pleistozän

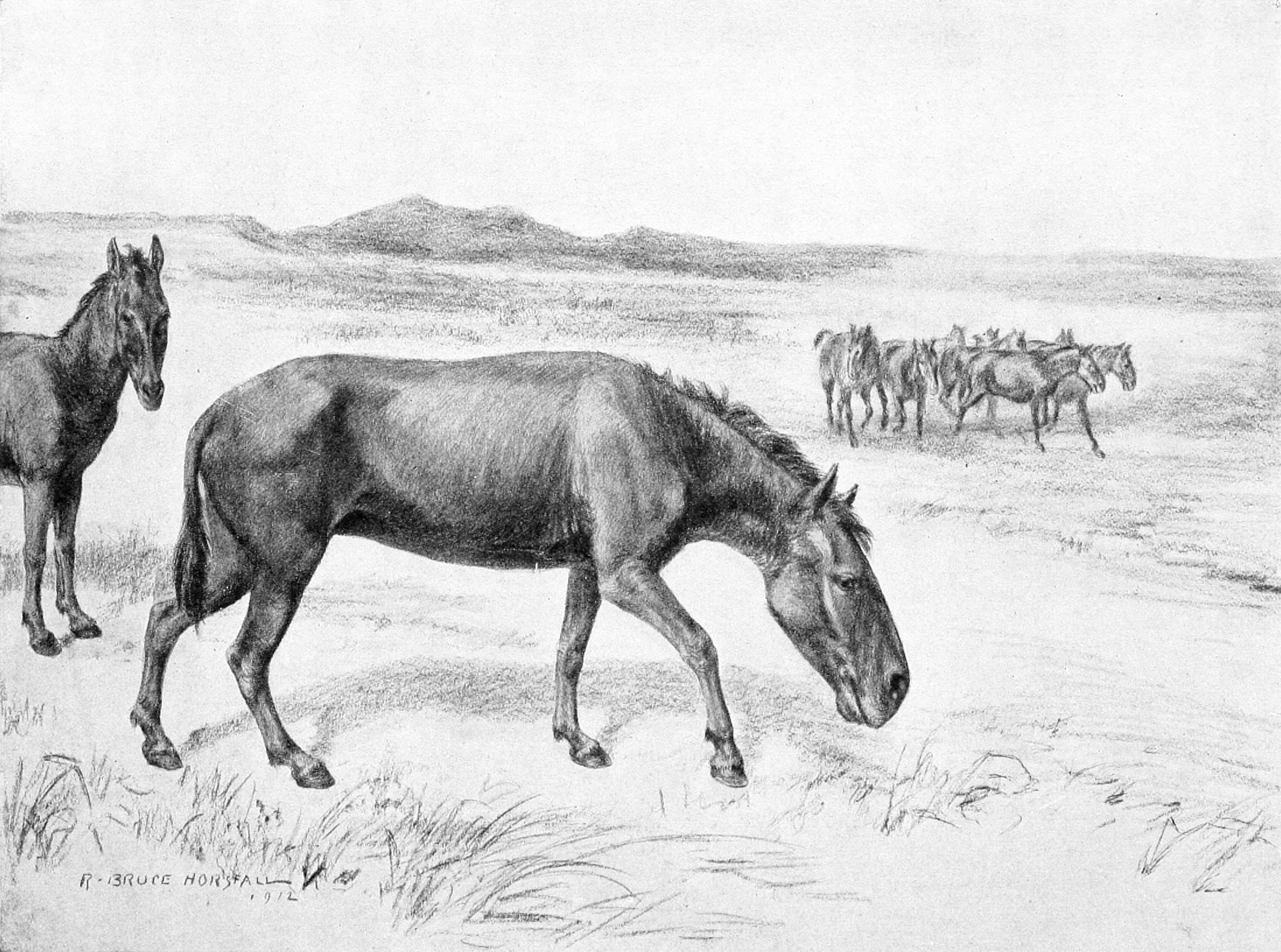
Darstellung des Hippidion

Dinohippus aus dem oberen Miozän und dem Pliozän Nordamerikas wird als der Vorläufer der Gattungen Equus, Haringtonhippus und Hippidion angesehen. Die drei Gattungen entstanden im Laufe des Pliozäns beginnend vor etwa 5 Millionen Jahren. Dinohippus besaß im Gegensatz zu den späteren Pferdegattungen noch die für miozäne Pferde so typischen Schädelgruben vor den Augen, deren Funktion unbekannt ist. Equus gelangte als einziger Vertreter der Pferde im engeren Sinne (Tribus Equini) vor etwa 2,5 bis 3 Millionen Jahren von Nordamerika nach Eurasien. Es handelte sich dabei um Angehörige der ursprünglicheren Equus-Form, der sogenannten stenoninen Pferde, benannt nach der ausgestorbenen altpleistozänen Art Equus stenonis. Diese Pferde verbreiteten sich sehr schnell über Eurasien und hatten bis spätestens vor 2 Millionen Jahren Südafrika erreicht. Mit dem Erscheinen dieser fortschrittlichen Form verschwanden die älteren Hipparionen auch in der Alten Welt, nachdem sie in Nordamerika bereits vorher ausgestorben waren. Aus den stenoninen Formen entwickelten sich die heutigen Zebras und Esel. Vor etwa 1,5 Millionen Jahren oder etwas später erreichten die ersten caballinen Pferde der Gattung Equus (auch Echte Pferde genannt, benannt nach Equus caballus, dem heutigen Hauspferd) von Nordamerika kommend Eurasien und bildeten die Stammform der heutigen halbwilden Pferde und des Hauspferdes. In Amerika starben die Pferde sowohl der Gattung Equus als auch Hippidion und Haringtonhippus im Zuge der Quartären Aussterbewelle spätestens vor 10.000 Jahren aus.